# Stanisław Arnold
Stanisław Arnold (ur. 20 grudnia 1895 w Dąbrowie, zm. 3 listopada 1973 w Warszawie) – polski historyk, profesor Uniwersytetu Warszawskiego, członek rzeczywisty Polskiej Akademii Nauk, czł. rz. TNW, przewodniczący Marksistowskiego Zrzeszenia Historyków. 

## Życiorys
Był synem Jana (dyrektora kopalni) i Romany z Bojanowskich. Kształcił się w szkole handlowej w Sosnowcu, Szkole Komercyjnej w Wilnie. Odbył studia historyczne i socjologiczne na Uniwersytecie Warszawskim (1916–1920), ponadto studiował historię na uniwersytetach w Wiedniu i Florencji. W 1920 obronił doktorat na UW pod kierunkiem Marcelego Handelsmana na podstawie pracy Władztwo biskupie na grodzie wolborskim w wieku XIII. Podjął wówczas pracę na Uniwersytecie, z którym pozostał związany do emerytury w 1966. W latach 1922–1928 uczył historii w warszawskim Państwowym Gimnazjum im. Stefana Batorego.
Na UW pracował początkowo jako starszy asystent Seminarium Historycznego, a po przedstawieniu pracy Stanowisko Longobardów do Rzymian we Włoszech północnych (1925) został docentem w Katedrze Historii Gospodarczej. Od 1929 był profesorem nadzwyczajnym i kierownikiem Katedry Historii Społeczno-Gospodarczej i Geografii Historycznej, w 1938 otrzymał tytuł profesora zwyczajnego oraz objął funkcję dziekana Wydziału Humanistycznego na rok akademicki 1938/1939. W latach 1931–1939 kierował ponadto Katedrą Historii Polski Średniowiecznej w Wolnej Wszechnicy Polskiej w Warszawie. Prowadził wykłady w Tajnym Uniwersytecie Warszawskim.
Po wojnie kontynuował pracę na UW, kierował Studium Nauki o Polsce i Świecie Współczesnym oraz katedrami Historii Polski Feudalnej i Historii Polski do XVIII Wieku i Nauk Pomocniczych Historii, zaangażowany w prace  Komitetu Słowiańskiego w Polsce.
Od 1945 należał do Polskiej Partii Robotniczej, a następnie do Polskiej Zjednoczonej Partii Robotniczej. Pełnił funkcję przewodniczącego Marksistowskiego Zrzeszenia Historyków. Od 1948 pracował także w Wyższej Szkole Partyjnej w Warszawie (w 1950 przemianowanej na Instytut Kształcenia Kadr Naukowych, a w 1954 na Instytut Nauk Społecznych przy KC PZPR, a w 1957 na Wyższą Szkołę Nauk Społecznych przy KC PZPR), gdzie kierował Katedrą Historii Polski i Polskiego Ruchu Robotniczego. Kierował ponadto Pracownią PRL oraz Radą Naukową Instytutu Historii PAN oraz Katedrą Historii Gospodarczej Szkoły Głównej Planowania i Statystyki. W 1950 był dyrektorem Muzeum Historycznego m.st. Warszawy.
W latach 1945–1947 stał na czele Departamentu Szkół Wyższych i Nauki Ministerstwa Oświaty. Był przewodniczącym Rady Naukowej Ośrodka Badań Naukowych im. Wojciecha Kętrzyńskiego w Olsztynie (1964–1968). W 1936 został członkiem korespondentem, a w 1945 członkiem rzeczywistym Towarzystwa Naukowego Warszawskiego. Od 1952 członek korespondent PAN, od 1958 członek rzeczywisty. Pełnił funkcje sekretarza Wydziału I PAN, przewodniczącego Komisji ds. Bibliotek i Bibliografii PAN, przewodniczącego Komitetu Nauk Historycznych PAN (1958–1961), a w latach 1957–1968 wchodził w skład Prezydium PAN. Był również m.in. prezesem Polskiego Stowarzyszenia Filmu Naukowego.
W pracy naukowej zajmował się średniowieczną historią gospodarczą, geografią historyczną, historią Warszawy. Był uznanym specjalistą w dziedzinie ustroju administracyjnego Polski Piastów. W badaniach z zakresu historii gospodarczej stosował metody statystyczne, przedstawił własny podział dziejów Polski na okresy i podokresy na podstawie stosunków produkcyjnych, kulturalnych i politycznych. Przeprowadził identyfikację terytoriów plemiennych wczesnego okresu Polski piastowskiej. 
Był żonaty z Janiną z domu Malczyk (1907-1986). Pochowany na Cmentarzu Wojskowym na Powązkach (kwatera 35A-1-12).

## Uczniowie
Do grona jego uczniów należą: Artur Eisenbach, Zofia Kamieńska, Antonina Keckowa, Witold Kula, Janina Leskiewiczowa, Władysław Pałucki, Stanisław Piekarczyk, Zbigniew Świtalski, Maria Turlejska.

## Odznaczenia
Był m.in. odznaczony Krzyżem Komandorskim z Gwiazdą Orderu Odrodzenia Polski (1965) oraz Orderem Sztandaru Pracy I klasy (1955).

## Wybrane publikacje
Stanisław Arnold był encyklopedystą. Został wymieniony w gronie 180 edytorów pięciotomowej Ilustrowanej encyklopedii Trzaski, Everta i Michalskiego, gdzie napisał hasła o tematyce historycznej . 
Został wymieniony również w gronie edytorów dwutomowej encyklopedii Miasta polskie w tysiącleciu wydanej w latach 60. XX w. we Wrocławiu .
- Możnowładztwo polskie w XI i XII wieku i jego podstawy gospodarczo-społeczne (1925)
- Terytoria plemienne w ustroju administracyjnym Polski piastowskiej (wiek XII–XIII) (1927)
- W sprawie ustroju plemiennego na ziemiach polskich (1928)
- Geografia historyczna, jej zasady i metody (1929)
- Rozwój handlu polskiego (1939)
- Geografia historyczna Polski (1951)
- Historia Polski od połowy XV wieku do roku 1795 (1953, z Kazimierzem Piwarskim i Jerzym Michalskim)
- Podłoże gospodarczo-społeczne polskiego Odrodzenia (1953)
- Dzieje świata. Chronologiczny przegląd ważniejszych wydarzeń (razem z Władysławem Kurkiewiczem, Adamem Tatomirem, Wiesławem Żurawskim)
- Miasta polskie w tysiącleciu, red. (1965)